# Jacob de Witte
 (octobre 2015).
Si vous disposez d'ouvrages ou d'articles de référence ou si vous connaissez des sites web de qualité traitant du thème abordé ici, merci de compléter l'article en donnant les références utiles à sa vérifiabilité et en les liant à la section « Notes et références ».
Jacob de Witte, alias Jacques de Witte, est une personnalité des anciens Pays-Bas méridionaux, né à Anvers le 30 janvier 1591 et mort à Haasdonk le 23 novembre 1631. 

## Famille
Il est un descendant d'Adriaan de Witte et membre de la famille de Witte, branche aînée qui s'éteint en 1803 au décès de Catherine de Witte. La seigneurie de Leverghem passera par Joseph della Faille.
Il est baptisé à l'église Saint-André à Anvers.
Le titre de noblesse de la famille de Witte est repris par Gaspar de Witte, puis par Jean de Witte.
Jacob de Witte se marie à Maria Natius (1601-1661) le 21 janvier 1618 à la cathédrale Notre-Dame d'Anvers. Le couple ont eu six enfants dont Jacob Antoon. 
Il gît avec sa femme dans la cathédrale Notre-Dame d'Anvers.

## Fonctions
- Seigneur de Buersteden, de Vekene
- Avocat général au Conseil souverain de Brabant
- Greffier de la Chambre des orphelins de la ville d'Anvers

## Portraits
Antoine van Dyck a réalisé son portrait ainsi que celui de son épouse. Ces huiles sur toile (93 × 73 cm) se trouvent à Barcelone dans la collection privée de la famille Ferrer-Salat, Art Hispania ST.